# Slovenski glasnik
Slovenski glasnik je bila literarna revija, ki je izhajala med letoma 1858 in 1868. V prvih letih je nosila naslov Glasnik za literaturo in umetnost in nato Glasnik slovenski, lepoznansko-podučen list. Izhajala je v Celovcu, urejal jo je Anton Janežič.
Anton Janežič, gimnazijski učitelj, je že med letoma 1850 in 1853 v Celovcu izdajal revijo Slovenska bčela. Prva številka Glasnika je izšla že leta 1854, a dlje od prve številke ni prišlo. Štiri leta kasneje je ob čedalje večjem krogu izobraženih Slovencev, ki so znali poprijeti tudi za pero, znova poskusil z izdajanjem. Literatom je za objave ponudil honorarje, a postavil tudi pravila, kakšno naj bo pisanje v Glasniku. Jezik je morala biti lepa slovenščina, ki bi v novelah in povestih opisovala domače dogajanje. 
V prvi številki je Fran Levstik objavil svoj književni program Popotovanje od Litije do Čateža, predstavili so se tudi Simon Jenko, Ivan Tušek in Fran Erjavec. V reviji so svoja dela objavljali skoraj vsi tedaj pisoči avtorji, med njimi tudi vajevci
in Josip Jurčič. Slednji je leta 1861 v Slovenskem glasniku objavil Pripovedko o beli kači, ki je njegovo prvo objavljeno delo.
Revijo so že ob začetku spremljala nasprotovanja kulturne smetane v Ljubljani. Motila jih je predvsem Levstikova zahteva po pravici do kritike. Kljub težavam je Slovenski glasnik izhajal več kot deset let, ko je naposled zaradi raznih razlogov (pomanjkanje denarja, zaostajenje piscev z objavami) prenehal svoj obstoj. Ugaslo literarno revijo je čez dve leti na Dunaju nadomestila nova, z imenom Zvon.